# Памятник XI Красной Армии
«Памятник XI Красной Армии» (азерб. XI Гызыл Ордунун шәрәфинә абидә) — памятник в честь вступления XI Красной армии в Баку в апреле 1920 года, стоявший в столице Азербайджанской ССР, в городе Баку. Памятник был установлен 18 апреля 1980 года в центре обширной площади при въезде в Баку со стороны Сумгаита.
Авторами памятника являлись скульптор Токай Мамедов и архитектор А. Суркин. Согласно искусствоведу Рене Эфендизаде, значительные размеры памятника и его пластическое и композиционное решение позволили ему стать доминантой обширного пространства, а также придать значительность и эмоциональную насыщенность главному въезду в Баку.
После трагических событий 20 января 1990 года, когда в ночь с 19 на 20 января в Баку с целью подавления политической оппозиции были введены подразделения советской армии, что привело к гибели более сотни мирных жителей, этот памятник был убран. А в 2010 году на этом месте состоялось открытие памятника в память о жертвах 20 января.